# Vuelo suborbital

Bala de cañón de Newton.

Un vuelo suborbital es el realizado a 100 km de altura o más, pero durante el cual no se circunvala la Tierra en su totalidad.

## Vuelos suborbitales frente a viajes espaciales

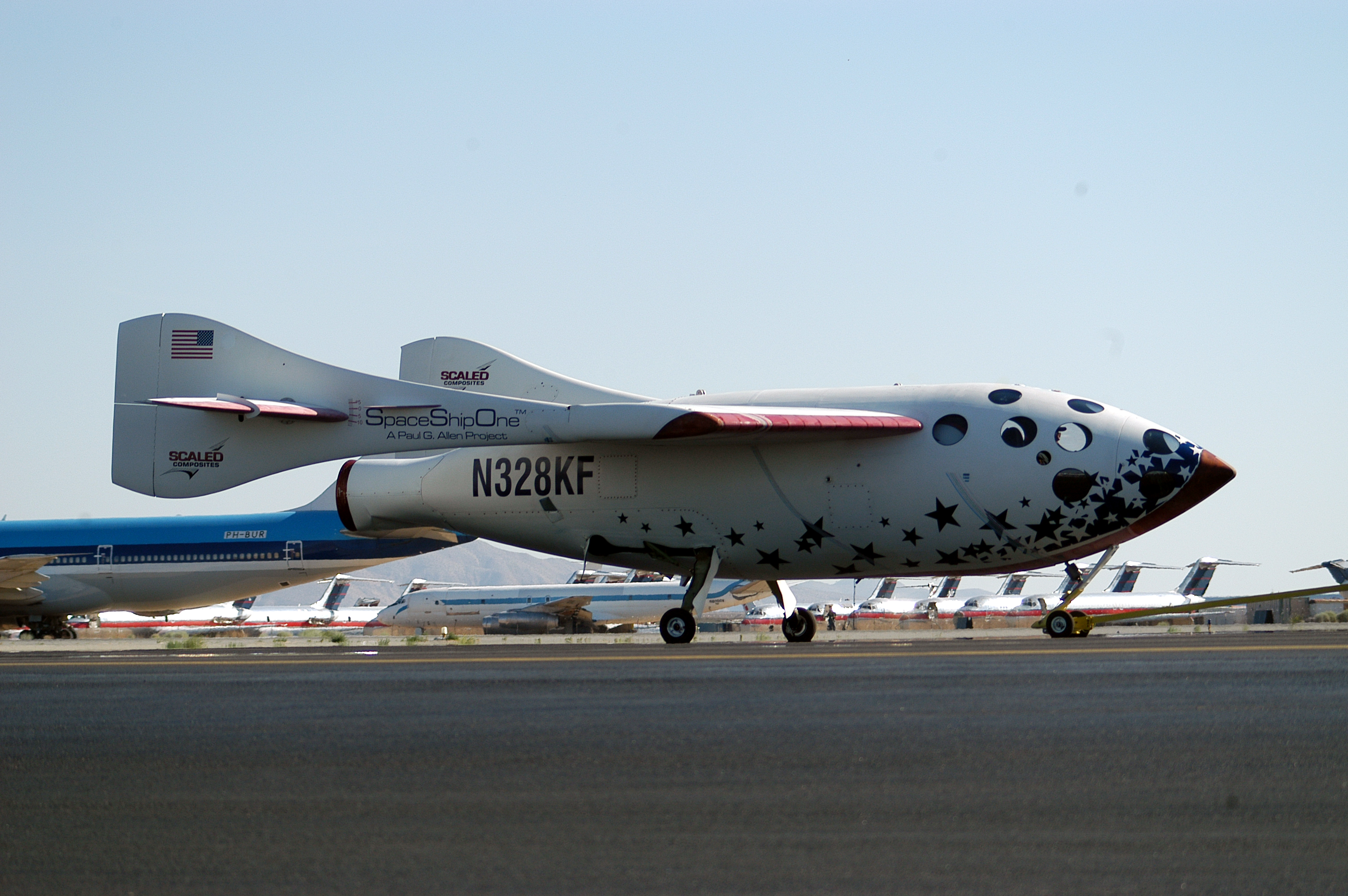
SpaceShipOne

Estrictamente, los vuelos suborbitales se consideran vuelos espaciales por el hecho de abandonar la atmósfera terrestre, cuyo límite se ha convenido situar en 100 km de altura.
De esta forma, el primer vuelo suborbital conocido de algún artefacto construido por el ser humano fue el cohete V2 construido en 1941 durante la Alemania nazi como arma de guerra principalmente contra Inglaterra. El primer vuelo suborbital tripulado fue de Estados Unidos, entre la costa del océano Atlántico y la del Pacífico, realizado por Alan Shepard en el primer despegue del Programa Mercury el 5 de mayo de 1961 (23 días después del vuelo orbital del cosmonauta soviético Yuri Gagarin), con una duración de solo quince minutos, convirtiendo así a la URSS en la vencedora de esta fase de la carrera espacial.
Otro vuelo suborbital es el del mono argentino Juan de 1969, que logró posicionar a Argentina como el cuarto país en enviar un animal al espacio y regresarlo a la Tierra con vida.
Del mismo modo, el primer vuelo de una astronave creada para realizar viajes de turismo espacial fue también suborbital, el SpaceShipOne, el 4 de octubre de 2004.
Sin embargo, la opinión general es que un vuelo suborbital no es un auténtico viaje espacial, y la gesta de Yuri Gagarin la igualó John Glenn y no Alan Shepard o el posterior de Virgil I. Grissom, que viajaron antes que aquel al espacio.